# تشليسيتو
تشليسيتو هي مدينة، في الأرجنتين، تقع في Chilecito Department ‏ ، وهي عاصمتها، بلغ عدد سكانها 33,724 نسمة وذلك حسب إحصائيات سنة 2009.

## المناخ
يظهر الجدول التالي التغييرات المناخية على مدار السنة لتشليسيتو:
| البيانات المناخية لـتشليسيتو            | البيانات المناخية لـتشليسيتو | البيانات المناخية لـتشليسيتو | البيانات المناخية لـتشليسيتو | البيانات المناخية لـتشليسيتو | البيانات المناخية لـتشليسيتو | البيانات المناخية لـتشليسيتو | البيانات المناخية لـتشليسيتو | البيانات المناخية لـتشليسيتو | البيانات المناخية لـتشليسيتو | البيانات المناخية لـتشليسيتو | البيانات المناخية لـتشليسيتو | البيانات المناخية لـتشليسيتو | البيانات المناخية لـتشليسيتو |
| الشهر                                   | يناير                        | فبراير                       | مارس                         | أبريل                        | مايو                         | يونيو                        | يوليو                        | أغسطس                        | سبتمبر                       | أكتوبر                       | نوفمبر                       | ديسمبر                       | المعدل السنوي                |
| --------------------------------------- | ---------------------------- | ---------------------------- | ---------------------------- | ---------------------------- | ---------------------------- | ---------------------------- | ---------------------------- | ---------------------------- | ---------------------------- | ---------------------------- | ---------------------------- | ---------------------------- | ---------------------------- |
| الدرجة القصوى °م (°ف)                   | 43.1 (109.6)                 | 42.0 (107.6)                 | 40.5 (104.9)                 | 38.5 (101.3)                 | 38.2 (100.8)                 | 35.4 (95.7)                  | 34.9 (94.8)                  | 38.5 (101.3)                 | 40.0 (104.0)                 | 41.5 (106.7)                 | 43.7 (110.7)                 | 44.3 (111.7)                 | 44.3 (111.7)                 |
| متوسط درجة الحرارة الكبرى °م (°ف)       | 31.6 (88.9)                  | 30.2 (86.4)                  | 27.3 (81.1)                  | 24.8 (76.6)                  | 20.9 (69.6)                  | 17.2 (63.0)                  | 16.7 (62.1)                  | 19.8 (67.6)                  | 22.6 (72.7)                  | 26.0 (78.8)                  | 29.9 (85.8)                  | 31.6 (88.9)                  | 24.9 (76.8)                  |
| المتوسط اليومي °م (°ف)                  | 24.1 (75.4)                  | 22.8 (73.0)                  | 20.0 (68.0)                  | 17.8 (64.0)                  | 13.9 (57.0)                  | 9.9 (49.8)                   | 9.1 (48.4)                   | 11.9 (53.4)                  | 14.8 (58.6)                  | 18.2 (64.8)                  | 21.2 (70.2)                  | 23.3 (73.9)                  | 17.3 (63.1)                  |
| متوسط درجة الحرارة الصغرى °م (°ف)       | 17.2 (63.0)                  | 16.3 (61.3)                  | 14.0 (57.2)                  | 11.5 (52.7)                  | 6.4 (43.5)                   | 2.7 (36.9)                   | 2.1 (35.8)                   | 4.2 (39.6)                   | 7.2 (45.0)                   | 10.5 (50.9)                  | 14.1 (57.4)                  | 16.1 (61.0)                  | 10.2 (50.4)                  |
| أدنى درجة حرارة °م (°ف)                 | 9.3 (48.7)                   | 8.5 (47.3)                   | 2.4 (36.3)                   | 0.4 (32.7)                   | −5.1 (22.8)                  | −7.7 (18.1)                  | −7.7 (18.1)                  | −6.9 (19.6)                  | −5.4 (22.3)                  | −2.0 (28.4)                  | 1.3 (34.3)                   | 6.8 (44.2)                   | −7.7 (18.1)                  |
| الهطول مم (إنش)                         | 45 (1.8)                     | 31 (1.2)                     | 32 (1.3)                     | 9 (0.4)                      | 5 (0.2)                      | 6 (0.2)                      | 5 (0.2)                      | 4 (0.2)                      | 4 (0.2)                      | 5 (0.2)                      | 21 (0.8)                     | 22 (0.9)                     | 189 (7.4)                    |
| متوسط أيام هطول الأمطار                 | 4                            | 4                            | 4                            | 2                            | 1                            | 1                            | 1                            | 0.7                          | 0.9                          | 1                            | 3                            | 3                            | 25.6                         |
| متوسط الرطوبة النسبية (%)               | 60                           | 63                           | 66                           | 66                           | 64                           | 64                           | 61                           | 52                           | 52                           | 54                           | 57                           | 57                           | 60                           |
| المصدر: Servicio Meteorológico Nacional |                              |                              |                              |                              |                              |                              |                              |                              |                              |                              |                              |                              |                              |